# Акведук
Акведу́к (лат. aquaeductus — водогін) — споруда для подачі води до населених пунктів або зрошувальних полів із вищого місця, у вузькому сенсі — міст чи естакада з водоводом (трубою чи каналом) для переведення трубопроводів або каналів через балки, річки та дороги. На сьогодні в деяких країнах світу планують проєкти корабельних акведуків.

## Історія
Акведуки почали будувати в Римській імперії. Римські канали були грандіозними спорудами, що складалися з кількох ярусів кам'яних аркад.
Давні греки також зводили акведуки, вони побудували водогін завдовжки 1,3 км поруч із Афінами ще 2,5 тисяч років тому.
Один з найвідоміших давньоримських акведуків на території сучасної Франції знаходиться неподалік від Ремулена — Пон-Дю-Гар.
Акведуки будували в державах американських індіанців.
У XVIII столітті було споруджено акведуки в Царському Селі (Пушкіно, Росія) та в Німі (Франція).
Початок XX століття — побудовані акведуки на Таїцькому водогоні та в Ростокіному на старому Митищенському водогоні під Москвою.

## Призначення
Історично акведуки активно будували культури з розвиненим землеробством та використовували для зрошення земель.
Інша, не менш відома роль акведуків — забезпечення населених пунктів питною водою. Деякі зі знаменитих римських акведуків ще й досі використовуються за цим призначенням.
На сьогодні акведуки застосовуються у зрошувальних системах і споруджуються здебільшого із залізобетону. В Україні невеликі акведуки збудовані в Криму, де відбувається зрошення за їх допомоги сухих степових ділянок, перетворених під орні землі.

## Галерея

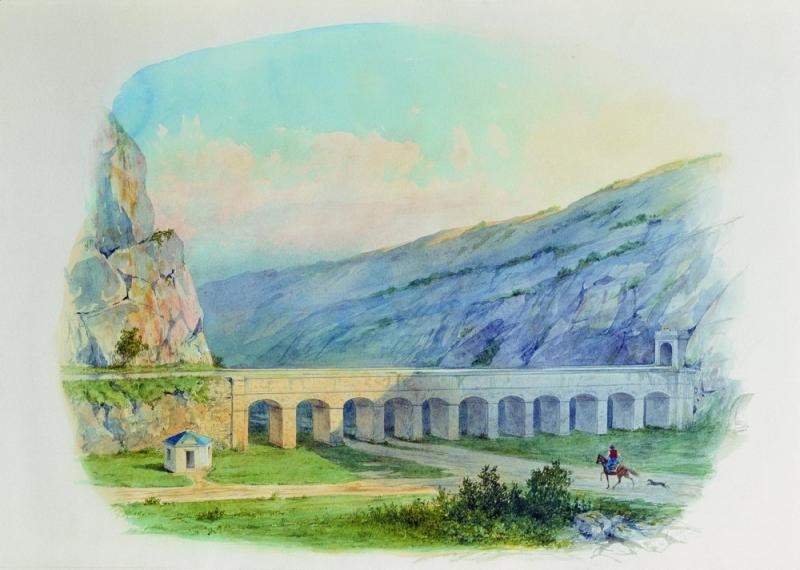
Акведук Севастополя (акварель)
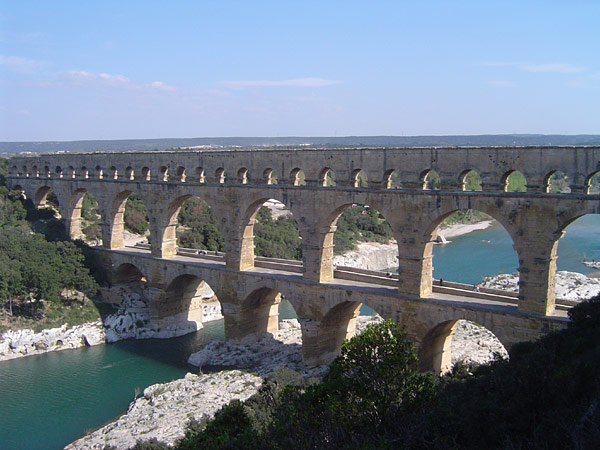
Акведук Пон-дю-Гар (Франція)
Акведук в Сеговії, Іспанія
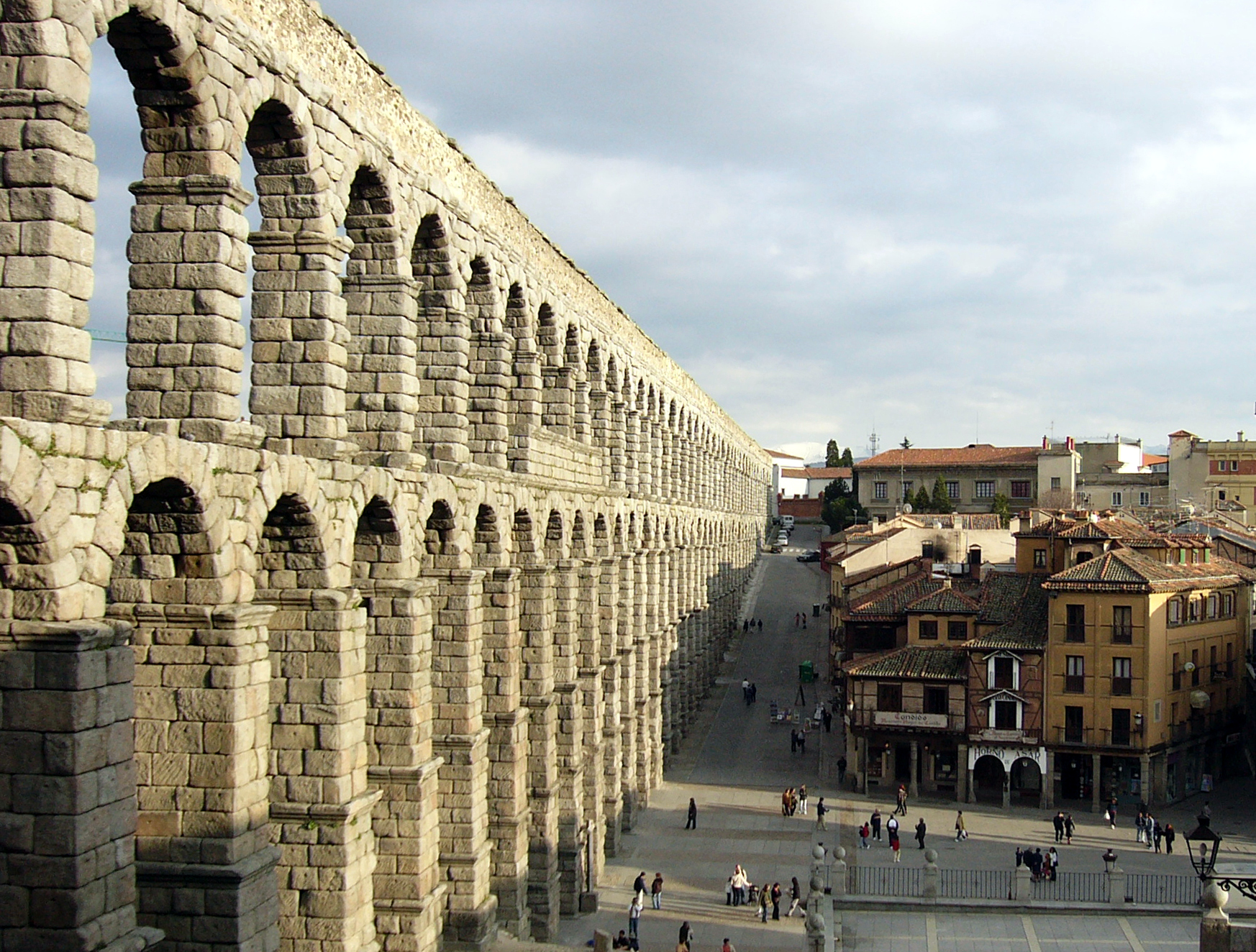
Акведук в Сеговії
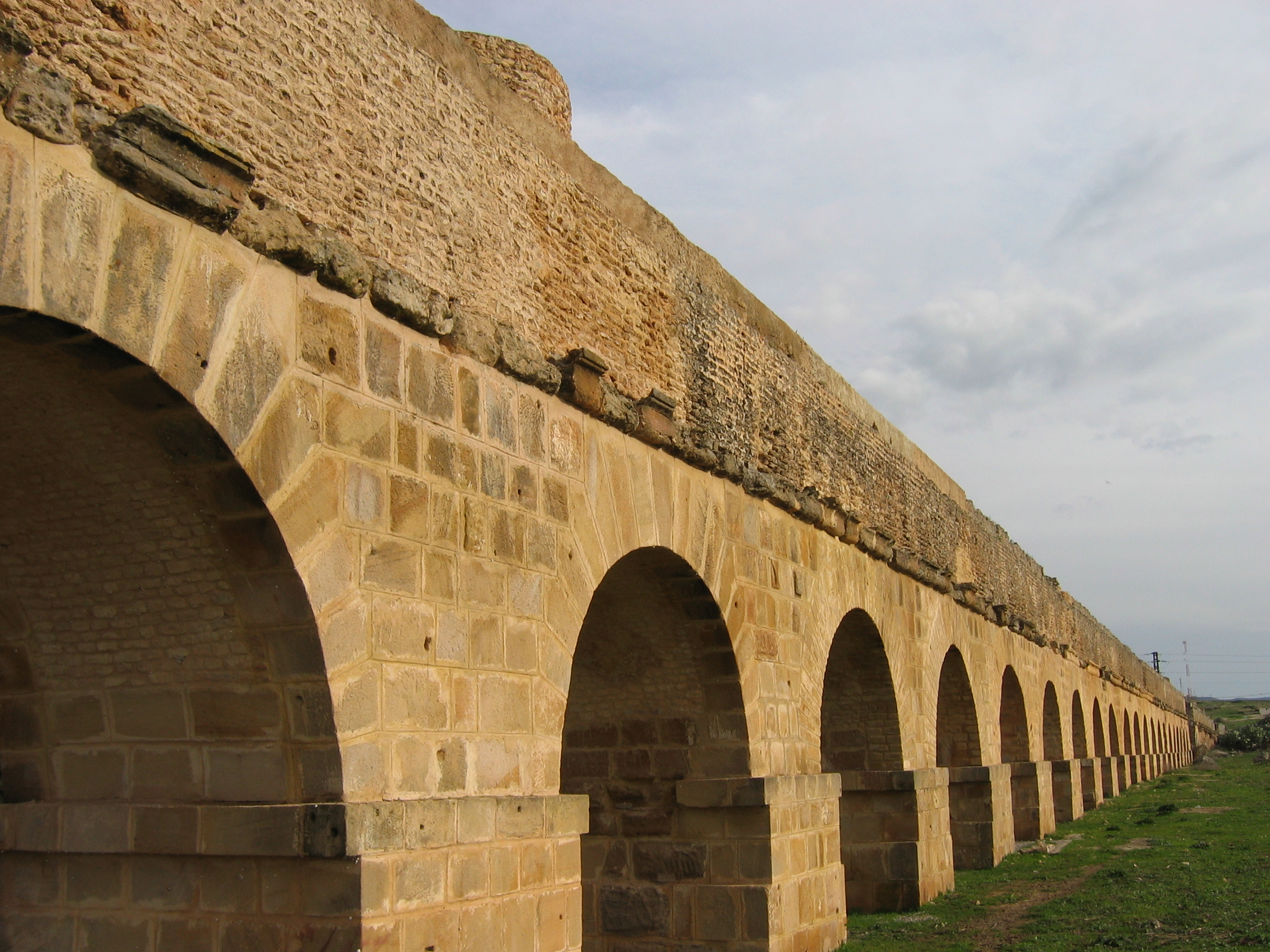
Карфаген, Туніс
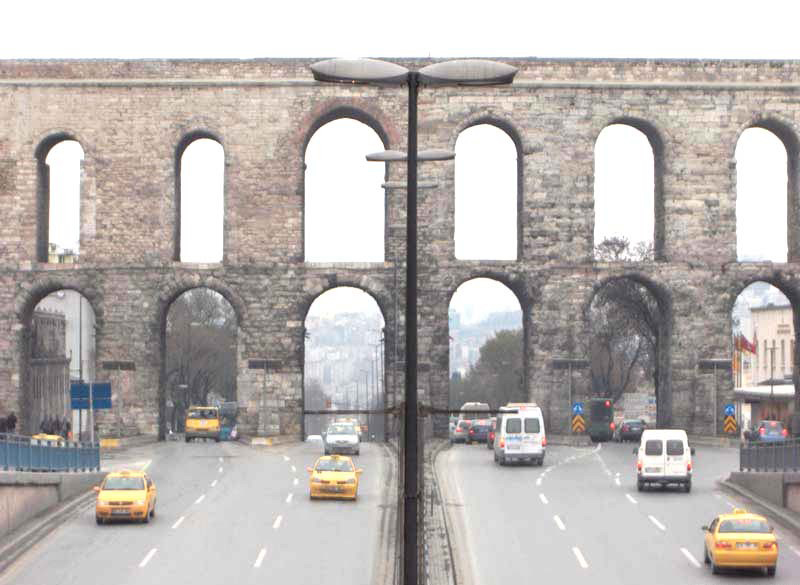
Акведук Валента, Стамбул, Туреччина
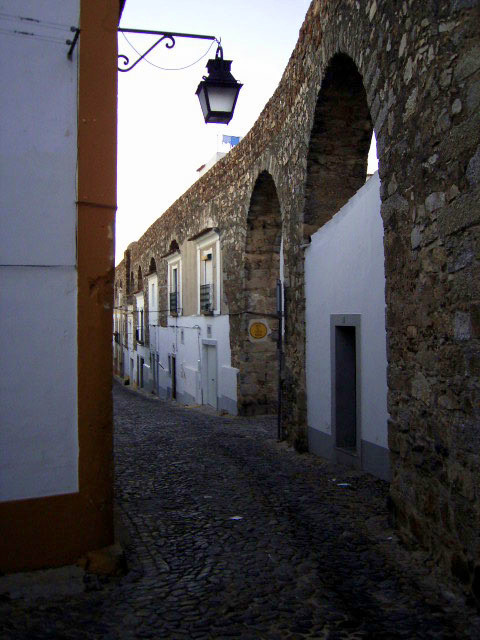
Будинки побудовані між арками Água de Prata Aqueduct в Еворі, Португалія
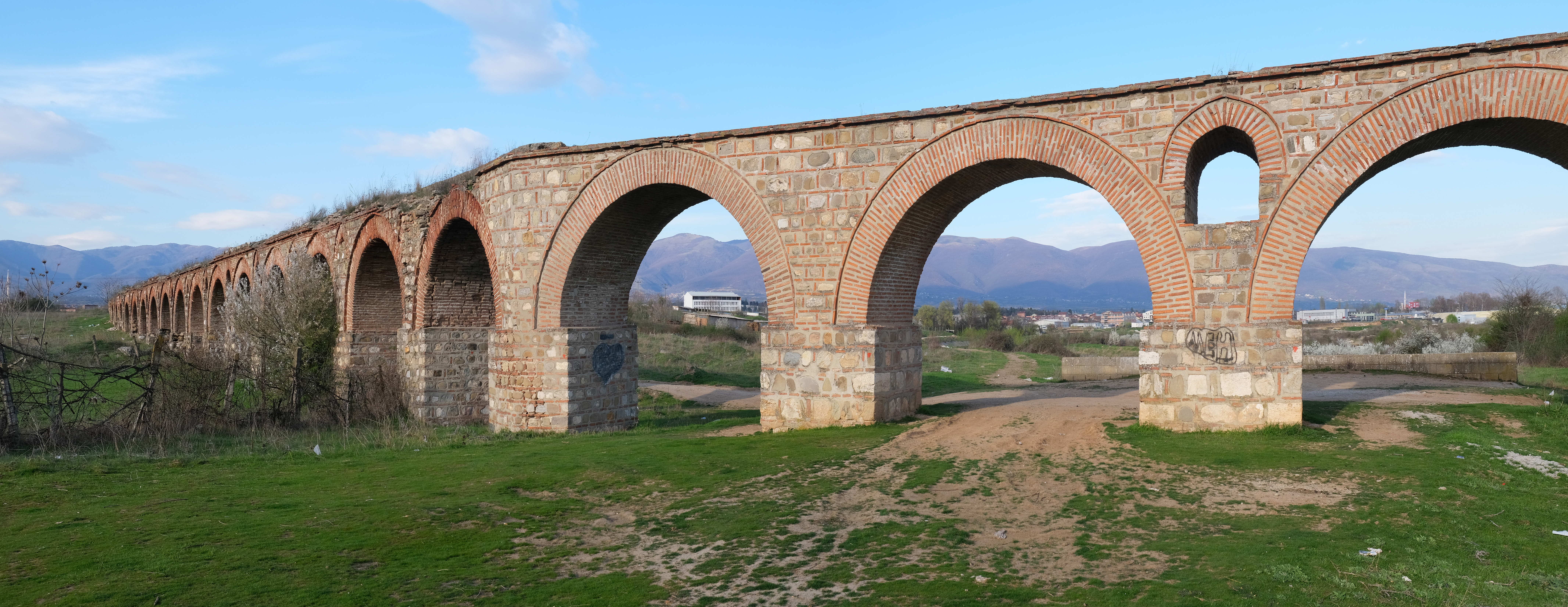
Акведук Скоп'є біля Скоп'є, Північна Македонія
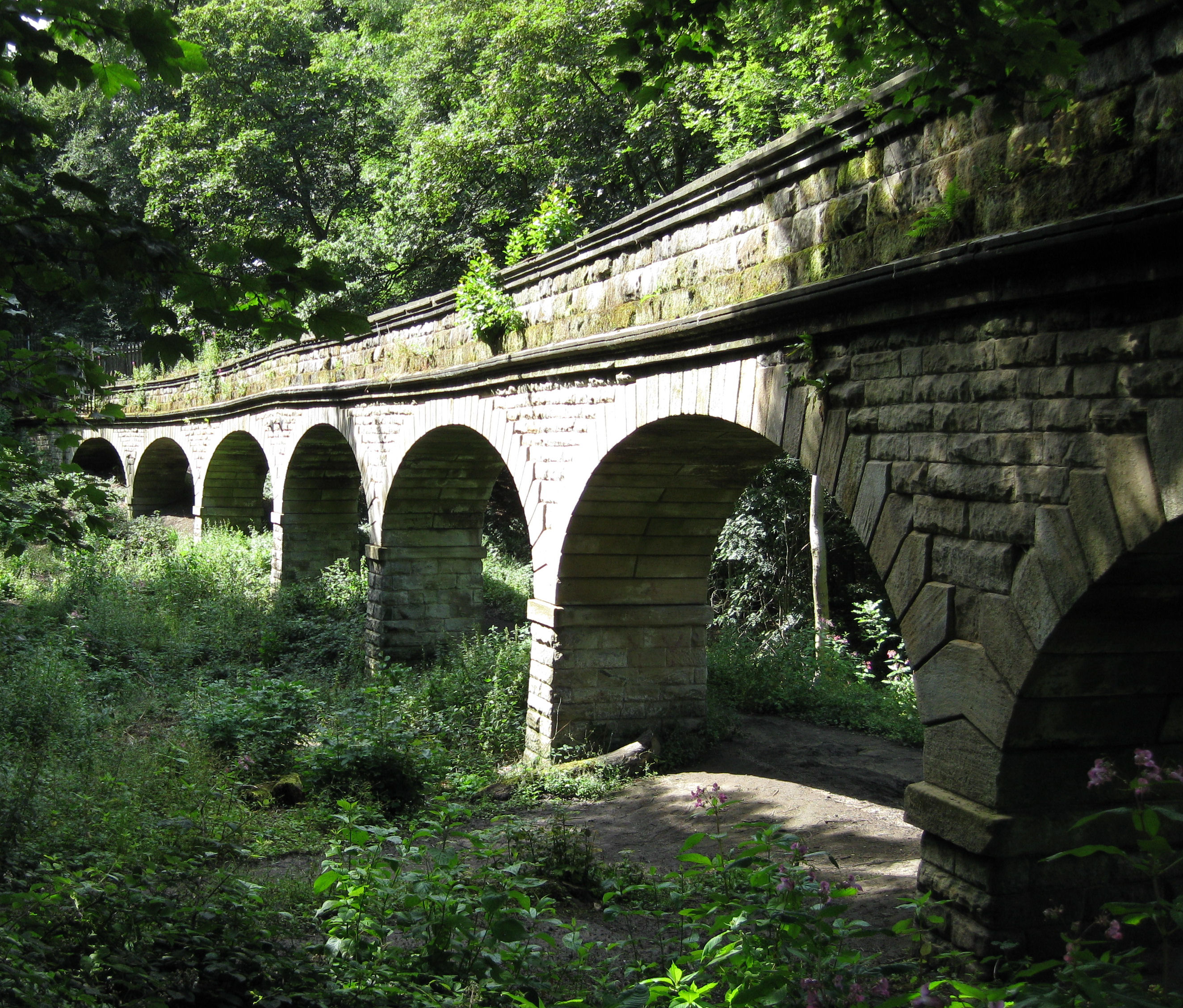
Малий невикористаний акведук у Лідсі, Англія
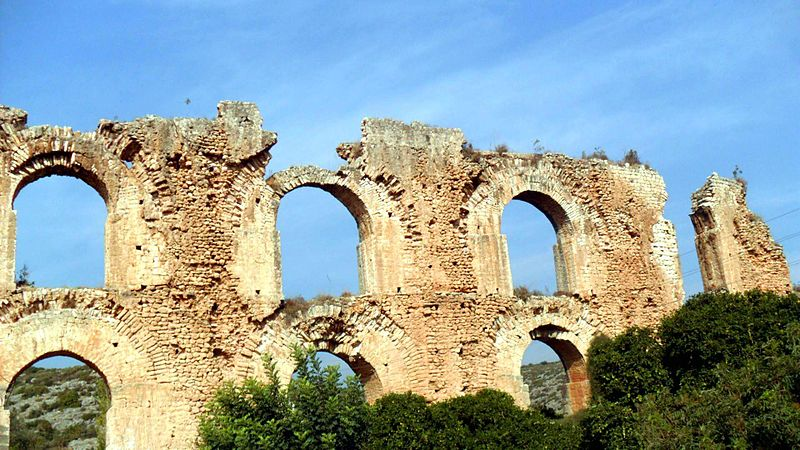
Руїни Акведук Ламас біля  Мерсіну, Туреччина
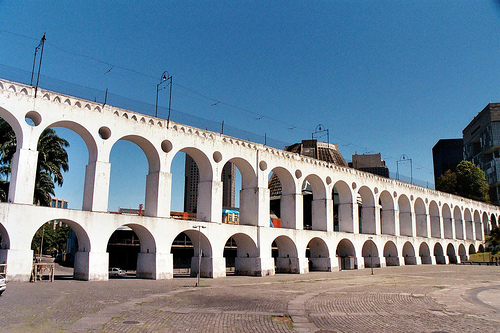
Акведук Каріока, Ріо-де-Жанейро, Бразилія

## У геральдиці

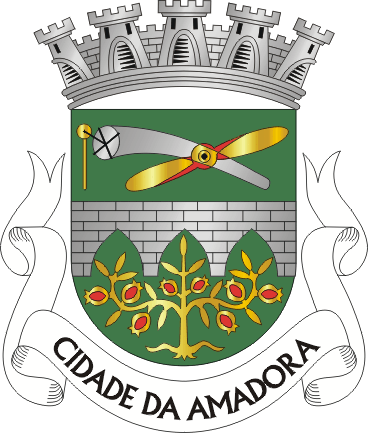
Амадора